# Aleksy Łozowski
Aleksy Łozowski (ur. 19 marca 1934 w Barowszczyźnie koło Jeziorosów, zm. 9 lipca 2007 we Franciszkowie) – polski działacz partyjny i państwowy, w latach 1975–1981 wicewojewoda suwalski, były I sekretarz Komitetów Powiatowych PZPR w Kolnie, Hajnówce i Bielsku Podlaskim.

## Życiorys
Syn Aleksandra i Anny. Absolwent Wyższej Szkoły Nauk Społecznych przy KC PZPR, w 1978 odbył też kurs w Wyższej Szkole Partyjnej KPZR. W latach 1949–1955 należał do Związku Młodzieży Polskiej, a w latach 1959–1961 – do Związku Młodzieży Wiejskiej. W 1952 wstąpił do Polskiej Zjednoczonej Partii Robotniczej. Został także przewodniczącym zarządu wojewódzkiego Towarzystwa Przyjaźni Polsko-Radzieckiej.
Od 1960 do 1961 był instruktorem w Komitecie Powiatowym PZPR w Wysokiem Mazowieckiem. Następnie zajmował stanowisko I sekretarza Komitetów Powiatowych PZPR w Kolnie (1961–1969), Hajnówce (1969–1971) i Bielsku Podlaskim (1972–1975). W latach 60. stanął na czele Społecznego Komitetu Organizacyjnego Muzeum Historii Ruchu Rewolucyjnego w Hajnówce. Od 1 czerwca 1975 do 23 lutego 1981 pełnił funkcję wicewojewody suwalskiego. W 1981 był kandydatem na wojewodę, jednak Wojewódzka Rada Narodowa odrzuciła jego kandydaturę m.in. wskutek jego skonfliktowania z NSZZ „Solidarność”. Od 1975 należał do egzekutywy Komitetu Wojewódzkiego PZPR w Suwałkach, a w 1981 był w nim sekretarzem ds. organizacyjnych. Później zajmował stanowisko zastępcy szefa ds. politycznych w Wojewódzkim Urzędzie Spraw Wewnętrznych, po 1989 przeszedł na emeryturę.
Zmarł podczas polowania w pobliżu wsi Franciszkowo wskutek przypadkowego postrzelenia bronią lub samobójstwa. Został pochowany na Cmentarzu Komunalnym w Suwałkach.